# 平安街道 (射洪市)
平安街道是中华人民共和国四川省遂宁市射洪市下辖的一个街道办事处。

## 行政区划
平安街道下辖以下村级行政区划单位：
团结社区、清家堰社区、太空社区、蟠龙社区、银华社区、平安社区、木孔垭村和大堰村。